# ماثيو غاندي
ماثيو غاندي (بالإنجليزية: Matthew Gandy)‏ هو جغرافي بريطاني، ولد في 5 أبريل 1965.